# Alfa Ntiallo
Alfa Agkimpou Ntiallo Fasengas (orthographe alternative : Alpha, Diallo, Dialo, Ntialo) (grec moderne : Άλφα Αγκιμπού Ντιάλο Φασένγας ), né le 13 octobre 1992 à Mitty, en république de Guinée , est un basketteur professionnel guinéen à Pagrati (en) (en Grèce) et en Guinée.

## Biographie
Ntiallo est né à Mitty, Guinée. Il a déménagé à Larissa, en Grèce, en 2009, à l'âge de 16 ans.

## Carrière professionnelle
Après avoir joué avec les clubs de jeunes d'Olimpia Larissa, Panathinaikos et Ikaros, Ntiallo a commencé sa carrière professionnelle dans la 2e division grecque avec Panerythraikos en 2012. Il a ensuite rejoint le club grec de 2e division Irakleio. Il a déménagé à Filathlitikos en 2013.
Il a rejoint Pagrati en 2014, puis en 2015, il a déménagé à Xuventude (en) pour jouer dans la 3e division espagnole (en).

## Carrière en équipe nationale
Ntiallo était membre des équipes nationales juniors grecques. Avec l'équipe nationale junior de Grèce, il a joué au Championnat d'Europe des moins de 18 ans de la FIBA 2010 (en).
Plus tard, il a rejoint l'équipe nationale de basket-ball de Guinée et a joué avec l'équipe à AfroBasket 2017.